# 2006년 동계 올림픽 메달 집계
2006년 동계 올림픽 메달 집계는 2006년 동계 올림픽에서 획득한 메달 순으로 매긴 각국의 국가 올림픽 위원회들의 목록이다.

## 메달 집계
다음은 국제 올림픽 위원회에서 제공하는 정보를 토대로 작성된 표로, 금메달, 은메달, 동메달의 수 순서로 순위를 매긴다. 어떠한 두 국가의 금메달, 은메달, 동메달의 수가 모두 같을 경우, 같은 순위로 표시되며 IOC 국가 부호의 알파벳 순으로 목록에 표시한다.
주최국인 이탈리아는 연보라색으로 표시되어 있다.
| 순위 | 국가                 | 금메달 | 은메달 | 동메달 | 합계 |
| ---- | -------------------- | ------ | ------ | ------ | ---- |
| 1    | 독일 (GER)           | 11     | 12     | 6      | 29   |
| 2    | 미국 (USA)           | 9      | 9      | 7      | 25   |
| 3    | 오스트리아 (AUT)     | 9      | 7      | 7      | 23   |
| 4    | 러시아 (RUS)         | 8      | 6      | 8      | 22   |
| 5    | 캐나다 (CAN)         | 7      | 10     | 7      | 24   |
| 6    | 스웨덴 (SWE)         | 7      | 2      | 5      | 14   |
| 7    | 대한민국 (KOR)       | 6      | 3      | 2      | 11   |
| 8    | 스위스 (SUI)         | 5      | 4      | 5      | 14   |
| 9    | 이탈리아 (ITA)       | 5      |        | 6      | 11   |
| 10   | 프랑스 (FRA)         | 3      | 2      | 4      | 9    |
| 10   | 네덜란드 (NED)       | 3      | 2      | 4      | 9    |
| 12   | 에스토니아 (EST)     | 3      |        |        | 3    |
| 13   | 노르웨이 (NOR)       | 2      | 8      | 9      | 19   |
| 14   | 중화인민공화국 (CHN) | 2      | 4      | 5      | 11   |
| 15   | 체코 (CZE)           | 1      | 2      | 1      | 4    |
| 16   | 크로아티아 (CRO)     | 1      | 2      |        | 3    |
| 17   | 오스트레일리아 (AUS) | 1      |        | 1      | 2    |
| 18   | 일본 (JPN)           | 1      |        |        | 1    |
| 19   | 핀란드 (FIN)         |        | 6      | 3      | 9    |
| 20   | 폴란드 (POL)         |        | 1      | 1      | 2    |
| 21   | 벨라루스 (BLR)       |        | 1      |        | 1    |
| 21   | 불가리아 (BUL)       |        | 1      |        | 1    |
| 21   | 영국 (GBR)           |        | 1      |        | 1    |
| 21   | 슬로바키아 (SVK)     |        | 1      |        | 1    |
| 25   | 우크라이나 (UKR)     |        |        | 2      | 2    |
| 26   | 라트비아 (LAT)       |        |        | 1      | 1    |
| 합계 | 합계                 | 84     | 84     | 84     | 252  |

## 같이 보기
- 2006년 동계 패럴림픽 메달 집계